# سید ضیاء رضوی
سیدضیا رضوی سیاست‌مدار ایرانی بود، که در  دوره بیست و سوم  به‌عنوان نماینده جیرفت  در مجلس شورای ملی حضور داشت.